# Port Charlotte (Szkocja)
Port Charlotte (gaelicki: Port Sgioba) – wieś na wyspie Islay, w Szkocji, w Argyll and Bute, w civil parish Kilchoman, położona na półwyspie Rhinns of Islay. Leży 6 km od Bowmore. W 1991 miejscowość liczyła 350 mieszkańców. Został założony w 1828 roku.